# Киридон, Пётр Васильевич
Пётр Васильевич Киридон (укр. Петро Васильович Киридон; 12 марта 1961, с. Гнилуша, УССР (ныне Лебедевка (Черниговская область), Украина) — 27 января 2019, Полтава) — украинский историк, доктор исторических наук (2013), педагог, профессор кафедры истории Украины, заслуженный работник образования Украины.

## Биография
Родился в семье сельских учителей.
В 1984 году окончил исторический факультет Киевского государственного университета им. Т. Г. Шевченко. Служил в Советской армии. Затем работал ассистентом в Полтавском педагогическом институте им. В. Г. Короленко, в 1988—1991 года учился в аспирантуре Киевского университета им. Т. Г. Шевченко. С 1991 года работал преподавателем исторического факультета Полтавского национального педагогического университета, работал проректором вуза (2008—2009).
С 1991 года — кандидат исторических наук. Читал лекции по новейшей истории Украины, истории Украины, методике преподавания истории в высших учебных заведениях.
В 2013 году защитил докторскую диссертацию («Партийно-государственная номенклатура Украинской ССР 1945—1964 годов: институционализация и функционирование», научный консультант — доктор исторических наук, профессор Коцур Анатолий Петрович).

## Научная деятельность
Руководил научной школой «Трансформационные изменения в украинском обществе в условиях тоталитарного режима». Подготовил 4 кандидатов и 1 доктора исторических наук. Ученики-кандидаты наук: Шаповал Лариса Ивановна («Современная украинская и российская историография новой экономической политики», 2006 г.), Брегеда Николай Владимирович («Отношение населения Украинской ССР к процессу десталинизации (1953—1964 годы)», 2009 г.), Лахач Тамила Александровна («Государственная регламентация брачно-семейных отношений в советской Украине 1920—1930-х годов)», 2010 г., Нагорный Виталий Витальевич («Конфессиональная политика в Российской империи относительно православных сектантов украинских губерний в XIX веке», 2013 г.), Доктор наук: Лукьяненко Александр Викторович («Повседневность коллективов педагогических вузов советской Украины конца 1920-х — начале 1950-х годов: историко-культурологический измерение», 2019) .
Автор более сотни научных трудов.

### Избранные труды
- З історії українізації православної церкви Наддніпрянщини в 1917 році: Матерiали Всеукраїнської наукової конференції «Православ`я і культура: історія та сучасність». — Полтава, 1994;
- Переслідування державою церкви на Полтавщині на початку 60-х років ХХ століття // Історична пам`ять. — 1998. — № 1;
- Еволюція більшовицької ідеології стосовно церкви в період переходу від «воєнного комунізму» до нової економічної політики в Україні // Зб. / Інститут політичних і етнонаціональних досліджень НАНУ / Сер. «Політологія і етнологія». — Вип. 9. — К., 1999. — С. 113116;
- Вирішення релігійних і церковних проблем у роки Української революції // 2000-ліття християнства і шкільна історична освіта: Мат. міської науковопрактичної конференції. — Полтава, 2000. — С. 4554;
- Взаємини Симона Петлюри з масонами в роки Української революції // Полтавська Петлюріана. — Матерiали П’ятих Петлюрівських читань, проведених у Полтаві 25 трав. 2001 року. — Ч. 4. — Полтава, 2001. — С. 1419.
- З історії Полтавського інституту народної освіти кінця 20-х років XX століття / П. В. Киридон // Історична пам’ять: Науковий збірник . — 01/2004 . — N1 . — С.167-173
- Реакція населення Полтавщини на рішення червневого (1957 року) пленуму ЦК КПРС про «Антипартійну групу» Маленкова, Кагановича, Молотова / П. В. Киридон // Історична пам’ять: Науковий збірник . — 07/2010 . — N2 . — С. 60-70.
- Партійно-державна номенклатура Української РСР у другій половині 1950-х років / П. В. Киридон // Університет: Історико-філософський журнал . — 03/2011 . — N2 . — С.66-78.
- Новітня історія Полтавщини (ІІ половина ХХ століття): Підручник для 11 класу загальноосвітньої школи. — Полтава: «Оріяна», 2007. (в соавт.)